# Rafael Rodrigo Montero
Rafael Rodrigo Montero (Granada, 1953) es un astrofísico español que ha sido secretario general de Investigación del Ministerio de Ciencia y presidente del Consejo Superior de Investigaciones Científicas. Es licenciado en Ciencias Matemáticas y doctor en Ciencias Físicas por la Universidad de Granada.
Inició su carrera investigadora en 1975, en el Instituto de Astrofísica de Andalucía, entidad que pasó a dirigir entre 1990 y 2004. Especializado en atmósferas planetarias, aeronomía, cuerpos menores y exploración del Sistema Solar, ha publicado casi 300 trabajos científicos y goza de numerosos premios y reconocimientos, entre ellos dos de la NASA y dos de la ESA.
Desde 2006 hasta su elección como Presidente del CSIC, fue vicepresidente de Organización y Relaciones Institucionales de esta agencia.
En 2018 se recuperó el Ministerio de Ciencia, Innovación y Universidades con el astronauta Pedro Duque como ministro. Para dirigir la política científica, Duque nombró a Rodrigo Montero como titular de la Secretaría General de Coordinación de Política Científica, órgano directivo que en enero de 2020 se renombró como Secretaría General de Investigación. La nueva ministra de Ciencia, Diana Morant, le cesó en agosto de 2021.